# Ouragan Florence
Pour les articles homonymes, voir Cyclone tropical Florence.
Florence est le sixième cyclone tropical nommé de la saison cyclonique 2018 dans l'océan Atlantique nord, le troisième ouragan et le premier ouragan majeur. Il s'était formé le 31 août à partir d'une onde tropicale quittant la côte africaine et s'intensifia rapidement pour atteindre la catégorie 4 le 5 septembre en plein milieu de l'océan Atlantique tropical. Il rencontra alors des conditions défavorables et retourna au seuil de tempête tropicale le lendemain. Dérivant ensuite lentement vers l'Amérique du nord, il rencontra à nouveau des conditions favorables et redevint un ouragan majeur avant d'atteindre la côte.
En arrivant près des Carolines, il avait été rétrogradé à la catégorie 1 mais ses vents et l'onde de tempête causèrent d'importants dommages. Cependant, son déplacement lent à l'intérieur des terres engendra des pluies torrentielles provoquant d'importants dégâts : les routes, plusieurs villes ou villages et les terres agricoles se retrouvèrent sous les eaux. Au 7 octobre, les autorités rapportaient au moins 53 décès et les dommages étaient estimés à plus de 45 milliards $US.
À cause des dégâts et des pertes de vie causés par cet ouragan, l'Organisation météorologique mondiale a retiré Florence des listes futures de noms d'ouragans. Il sera ainsi remplacé par Francine sur la liste de 2024.

## Évolution météorologique

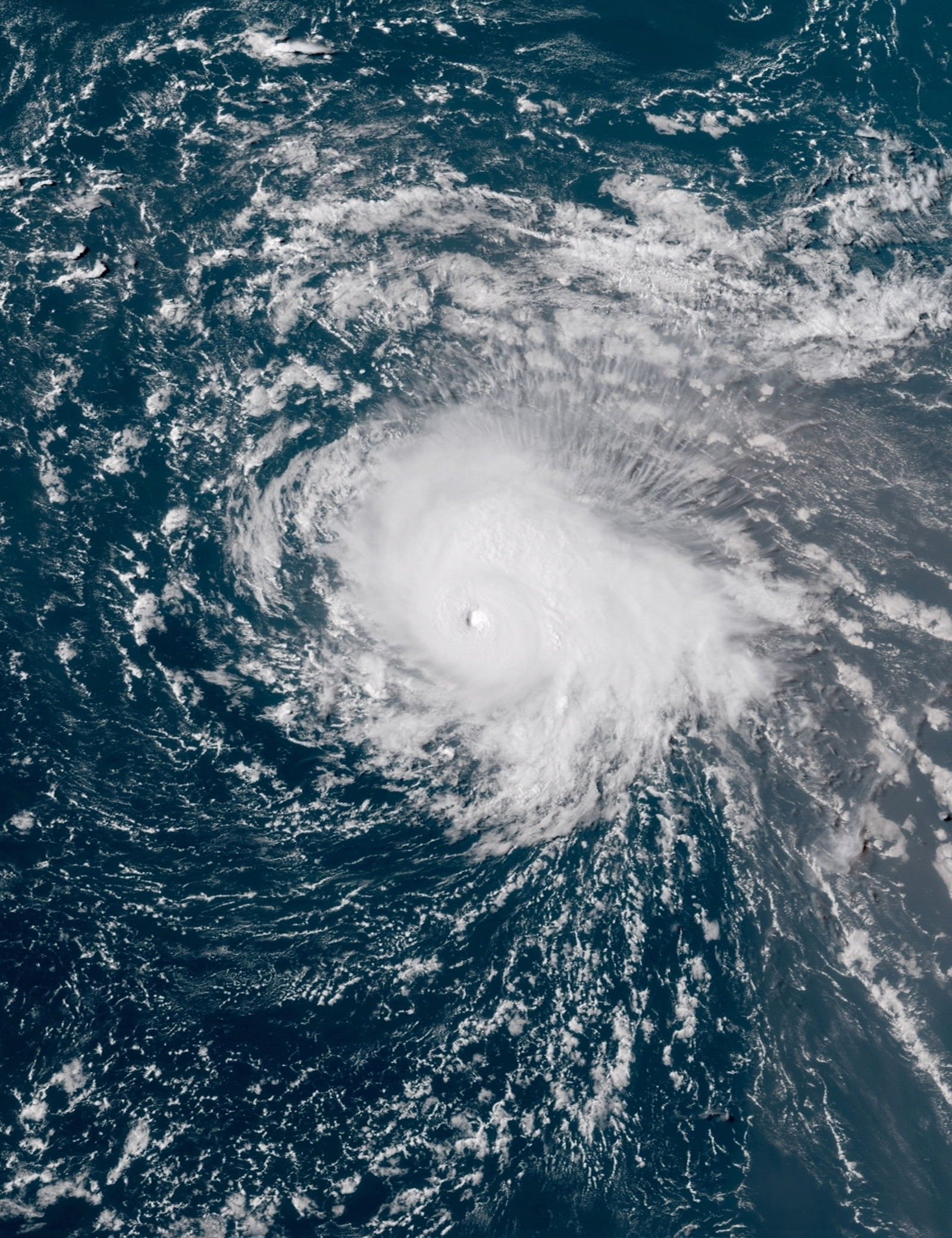
Florence le 5 septembre, soit la première fois que l'ouragan a atteint la catégorie 4 avant de redescendre à tempête tropicale.

Le 28 août, le NHC avait mentionné pour la première fois la possibilité de formation d'un cyclone à partir d'une onde tropicale censée quitter l'Afrique de l'ouest. Deux jours plus tard, l'onde quittait les côtes du Sénégal et était associée avec des orages désorganisés mais aussi avec une zone de basse pression bien définie. En raison de la menace du système pour les îles du Cap-Vert, le NHC a lancé des avis pour une dépression tropicale potentielle Six à 15 h UTC le 30 août.
Le système était bien devenu une dépression tropicale à 21 h UTC le 31 août. Le 1er septembre, la dépression tropicale Six s'était transformée en tempête tropicale nommée Florence. L'intensification progressive de la tempête se dirigeant vers l'ouest-nord-ouest à travers l'Atlantique central lui a permis de devenir à 15 h UTC le 4 septembre le troisième ouragan de la saison.
Le 5 septembre, Florence subit une intensification rapide inattendue pour devenir un ouragan majeur de catégorie 3. L'intensification rapide s'était poursuivie et à 21 h UTC le même jour, il passa à la catégorie 4 à 2 080 km à l'est-sud-est des Bermudes (22° 24′ N, 46° 12′ O). Il s'agit de la position la plus au nord-est qu'un ouragan de catégorie 4 a atteinte dans l'Atlantique nord depuis la détection par satellite météorologique.
Cependant, l'intensification rapide du système lui permit d'atteindre une zone de plus grand cisaillement vertical du vent ce qui l'avait affaiblie considérablement au cours des 30 heures suivantes pour redescendre à la catégorie 2 le 6 septembre en mi-journée. Le 7 septembre à 9 h UTC, Florence était même retombée au niveau de tempête tropicale.
Le 9 septembre au matin, le NHC constatait que Florence était redevenu un ouragan de catégorie 1 à 1 210 km au sud-est des Bermudes grâce aux données recueillies par un avion de reconnaissance. L'ouragan était en intensification rapide tout se dirigeant vers l'ouest lentement grâce à des températures de surface de la mer de 29 °C et un très faible cisaillement des vents en altitude. Le 10 à 16 h UTC, Florence était redevenu un ouragan majeur de catégorie 4, approchant son maximum de vent antérieur et dépassant celui de minimum de pression à 946 hPa. Son intensité a continué de se renforcer pour atteindre 939 hPa et des vents de 220 km/h un peu plus tard.

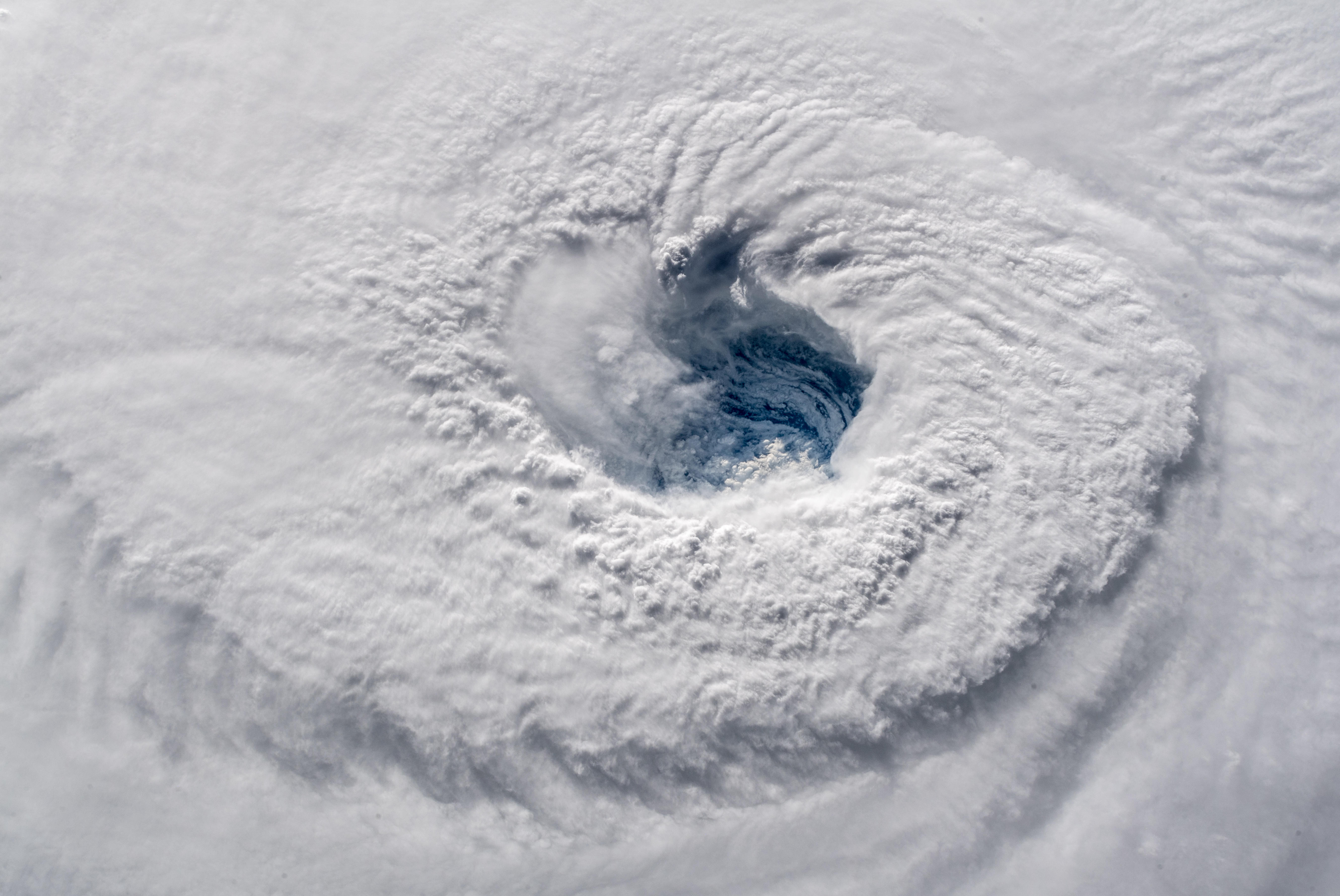
Vue de l’œil de Florence depuis la station spatiale internationale le 12 septembre.

Graphique de la pression, des vents et de la vitesse de déplacement de Florence.

Le 11 et 12 septembre, Florence subit deux remplacements du mur de l’œil qui auraient pu ré-intensifier l'ouragan et l'amener à la catégorie 5. C'est cependant l'inverse qui s'est produit, et il fut rétrogradé en catégorie 3 le 12 septembre à 615 km au sud-est de Wilmington (Caroline du Nord), à cause d'un fort cisaillement des vents en altitude. Il continuait de faiblir pour être reclassé en catégorie 2 la nuit du 12 au 13 septembre. À 23 h local le 13 septembre (3 h UTC le 14), Florence était redescendu à la catégorie 1 alors que la friction avec la côte était de plus en plus importante.
Tôt le matin du 14, le centre de l'ouragan toucha la côte près de Wrightsville Beach (Caroline du Nord). Les vents soutenus estimés par radar météorologique étaient de 150 km/h et des rafales allant jusqu'à 180 km/h furent enregistrées par une station terrestre près de son œil. Le système s'était rapidement mis à faiblir ensuite puis était redevenu une tempête tropicale en fin d'après-midi tout en se déplaçant très lentement dans les terres et en donnant des pluies torrentielles sur une longue période. En mi-journée du 15 septembre, le centre de la tempête n'était toujours qu'à 65 km à l'intérieur des terres de Myrtle Beach en Caroline du sud et se déplaçait à 4 km/h, ce qui lui permettait de continuer de puiser de l'énergie dans les eaux chaudes de l'Atlantique.
Tôt le 16 septembre, le centre des ouragans a déclaré que Florence était redescendue au niveau de dépression tropicale à 35 km au sud-ouest de Columbia (Caroline du Sud) et passa la responsabilité du suivi au Weather Prediction Center (WPC). Le 17 septembre au matin, la dépression était localisée dans l'extrême ouest de la Virginie et commençait à accélérer vers le nord-nord-est. À 15 h UTC (11 h locale), le WPC a avisé que Florence était devenu une dépression  post-tropicale dans le nord de la Virginie-Occidentale et se dirigeait vers le nord-est des États-Unis.
Le 18 septembre au matin, les restes extratropicaux de Florence étaient positionnés à 170 km/h à l'ouest de New York. La dépression est sortie en mer près de Boston en fin de journée et fut absorbée par un autre système dépressionnaire le lendemain, ce dernier se dirigeant vers l'Europe.

## Préparatifs

### Cap-Vert
Lors de la désignation du cyclone tropical potentiel Six, le 30 août, le gouvernement du Cap-Vert avait émis des avertissements de tempête tropicale pour les îles de Brava, Fogo et Santiago. Les compagnies aériennes nationales annulèrent 20 vols le 31 août et le 1er septembre et les voyages maritimes furent également suspendus pour cette période. Il était conseillé aux navigateurs de rester prudents face aux grosses houles autour des îles pouvant atteindre de 3 à 5 mètres. Sous la menace de l'onde de tempête, l’Autoridade Nacional de Proteção Civil a évacué 125 personnes, principalement des personnes âgées, de Furna et Rincão.
Les avertissements de tempêtes tropicales furent annulés le 1er septembre, alors que le système progressait vers l'ouest et ne constituait plus une menace pour l'archipel.

### Bermudes
En prévision de conditions défavorables, Norwegian Cruise Line et Oceania Cruises ont modifié l'itinéraire des navires Norwegian Escape, Norwegian Norwegian et Sirena le 7 septembre pour éviter l'ouragan et ne pas accoster aux Bermudes.

### États-Unis

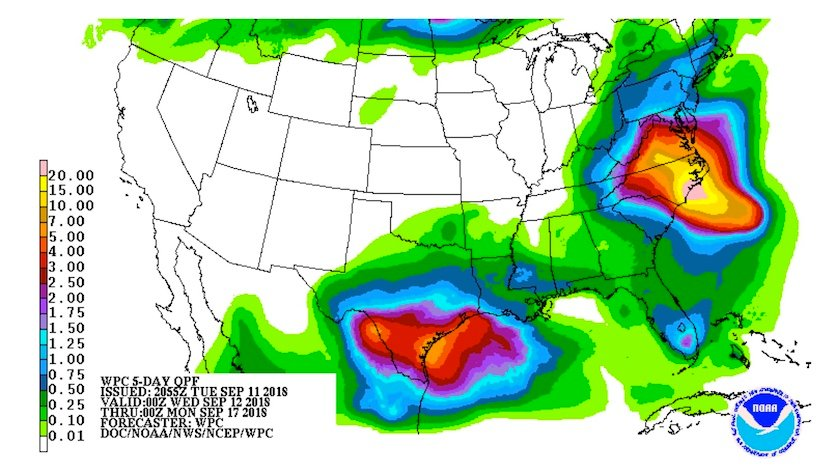
Prévision d'accumulations de pluie émise le 12 septembre pour le sud-est des États-Unis avec un maximum de plus de.

Alors que les modèles de prévision indiquaient une menace croissante pour le Sud-Est des États-Unis, le gouverneur de la Caroline du Nord, Roy Cooper, décréta l'état d'urgence le 7 septembre et les règles de transport furent assouplies pour les agriculteurs afin de permettre une récolte plus rapide.
Le gouverneur de la Caroline du Sud, Henry McMaster, emboîta le pas le lendemain. La Division de la gestion des urgences de la Caroline du Sud (SCEMD) et la Harvest Hope Food Bank ont commencé à mobiliser des ressources pour les demandes d'après tempête. Le SCEMD a relevé son niveau de préparation à 3 le 9 septembre et entamé les préparatifs pour la possibilité d’une catastrophe à grande échelle car les nouvelles prévisions montraient que Florence frapperait l’État comme un ouragan majeur.
Le 8 septembre, le gouverneur de Virginie, Ralph Northam, a également déclaré l'état d'urgence. Le 10 septembre, le gouverneur du Maryland, Larry Hogan, déclarait l'état d'urgence pour tout l'État, mentionnant le potentiel d'inondations historiques, catastrophiques et mortelles dans le Maryland. Le 11 septembre, le maire de Washington (D.C.), Muriel Bowser fit de même pour tout le district de Columbia.
En Caroline du Nord, l'ordre d'évacuation obligatoire fut donné aux résidents et touristes de l'île Hatteras, dans le comté de Dare, le 10 septembre et furent étendues au reste du comté le lendemain. Les évacuations dans le reste des Outer Banks et dans le comté de Brunswick devaient entrer en vigueur le 11 septembre. La demi-finale du Championnat féminin de soccer, qui devait avoir lieu le 16 septembre à Cary a été reportée et déplacée à Portland dans l'Oregon.
Le 10 septembre, le gouverneur Henry McMaster avait aussi ordonné des évacuations sur toute la côte de la Caroline du Sud, soit environ un million de personnes,. Le même jour, le gouverneur de la Virginie, Ralph Northam, ordonna des évacuations obligatoires pour les zones côtières de faible altitude dans les régions de Hampton Roads et de Eastern Shore à compter du 11 septembre, soit 245 000 personnes.
En Caroline du Sud, les écoles publiques furent fermées jusqu'à nouvel ordre le 10 septembre dans 26 des 46 comtés de l'État, principalement dans la moitié orientale de l'État. Les bureaux de l'État dans ces comtés furent également fermés, tandis que les fonctionnaires au niveau des comtés pouvaient décider quand fermer leurs bureaux.
Les forces armées des États-Unis dans les états en question furent mobilisées et leurs installations préparées au cyclone. Des unités en majorité de la garde nationale des États-Unis ont été prépositionnées pour venir en aide aux populations qui seront impactées par l'ouragan. La United States Navy a donné l'ordre à une trentaine de ses bâtiments de quitter les bases navales de Norfolk et de Little Creek et de se positionner dans l'Atlantique pour éviter d'être pris dans l'ouragan. La United States Air Force évacue ses avions de Langley Air Force Base pour la base de la Garde nationale aérienne de Rickenbacker en Ohio.
Des circuits automobiles éloignées de la côte, Atlanta Motor Speedway, Bristol Motor Speedway et Charlotte Motor Speedway, ouvrirent les portes de leurs campings gratuitement aux évacuées,. En Virginie-Occidentale, le gouverneur Jim Justice ordonna la suspension des travaux de construction sur l'Interstate 77 (West Virginia Turnpike) en direction nord vers la frontière de Virginie, afin d'améliorer la circulation des personnes évacuées. En même temps, les parcs de l'État offrirent des tarifs réduits pour les chambres, les cabines et les emplacements de camping jusqu'au 18 septembre afin de fournir une assistance aux personnes évacuées.

## Impacts

### Îles du Cap-Vert
Les pluies torrentielles sur les îles de Brava, Fogo et Santiago causèrent des inondations locales et quelques glissements de terrain. Cependant les effets furent légers et aucun dommage ne fut répertorié.

### Bermudes
La houle et les courants d'arrachement, causés par le cyclone, atteignirent les Bermudes le 7 septembre.

### États-Unis

#### Avant l'arrivée de l'ouragan

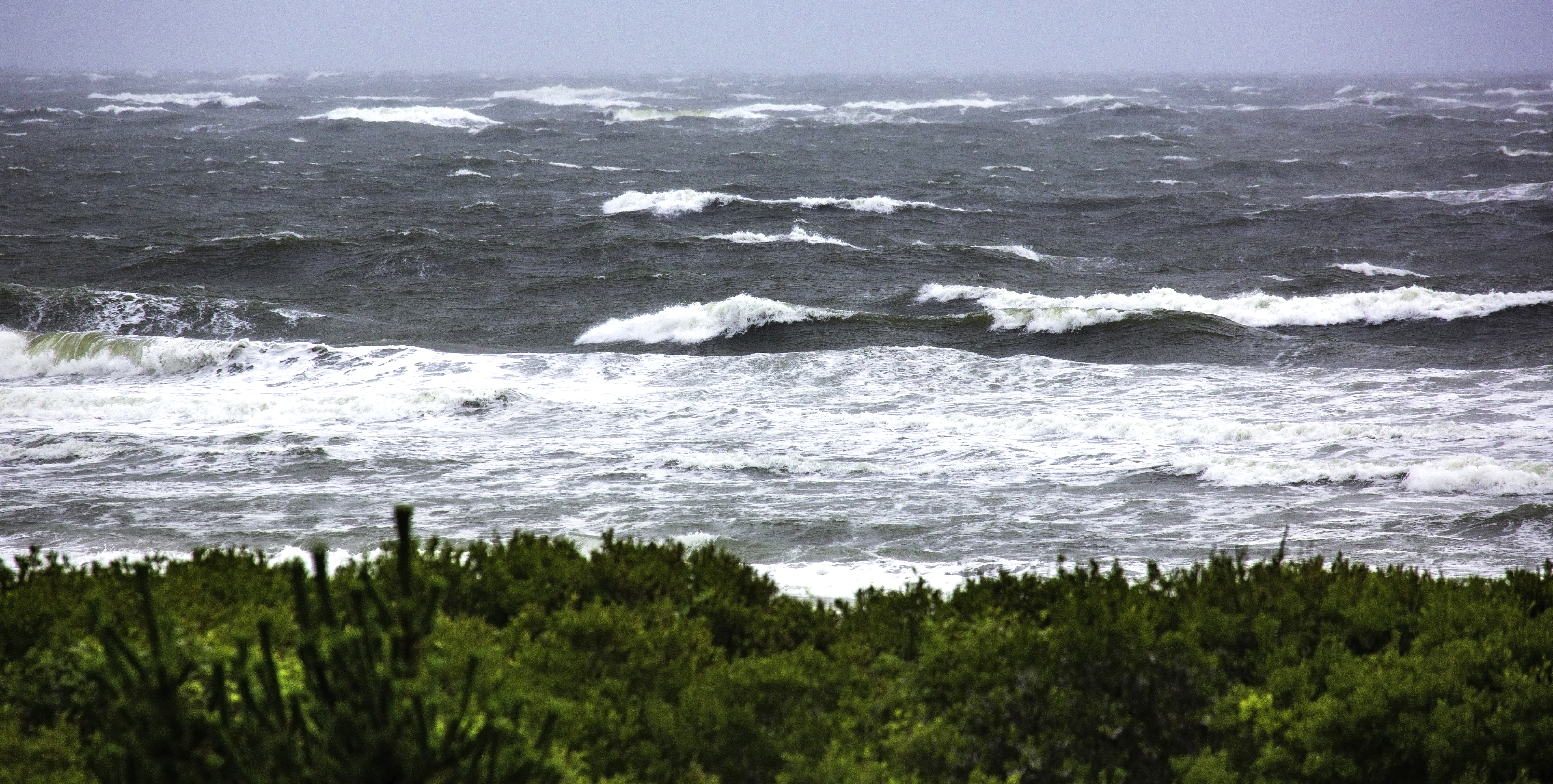
Forte houle sur la côte du Maryland le 9 septembre.

Le 9 septembre, la forte houle débuta à Assateague Island, dans le Maryland, poussant le ministère des Ressources naturelles de l'État à fermer  jusqu'à nouvel ordre l’accès à la plage. Dès le 9 septembre à Wrightsville Beach, en Caroline du Nord, 27 personnes furent secourues par les gardiens de plage. Treize autres furent secourues à New Smyrna Beach, Floride, dont une décéda de ses blessures.
Un homme s'est noyé le 11 septembre à la plage de Playalinda (Floride) alors qu'il tentait de sauver un garçon de 10 ans pris dans un courant d'arrachement. Un enfant s'est noyé dans le Green Swamp près de Sumter, en Caroline du Sud, après que l'eau libérée par l'étang Second Mill Pond se fut déversée dans la rivière.
Le 11 septembre 2018, le prix du pétrole aux États-Unis a augmenté de près de 2 dollars le baril, à plus de 70 dollars le baril et un porte-parole de l'American Automobile Association (AAA) avait déclaré que les automobilistes pouvaient s'attendre à ce que les hausses des prix à la pompe fussent brèves bien qu'importantes.
Le 13 septembre, New Bern en Caroline du Nord fut inondée par l'onde de tempête atteignant 1,8 m. Le niveau d'eau augmenta du côté ouest de la baie de Pamlico et une jauge située à Oriental, Caroline du Nord, a enregistré une hauteur d’environ 1,65 m au-dessus de la normale. Les employés de WCTI-TV du poste local de ABC durent évacuer leurs studios ce soir-là en raison de la montée des eaux et rejoignirent la station-sœur WPDE à Myrtle Beach (Caroline du Sud) pour continuer à couvrir la tempête Des rapports indiquaient également qu'environ 150 personnes eurent besoin de secours à New Bern en raison des fortes inondations.

#### Après son arrivée

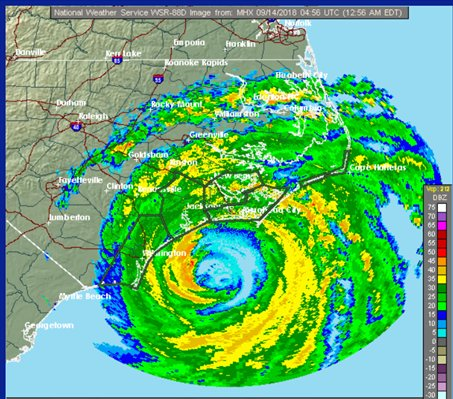
Image radar des précipitations de Florence juste avant qu'elle touche la côte.

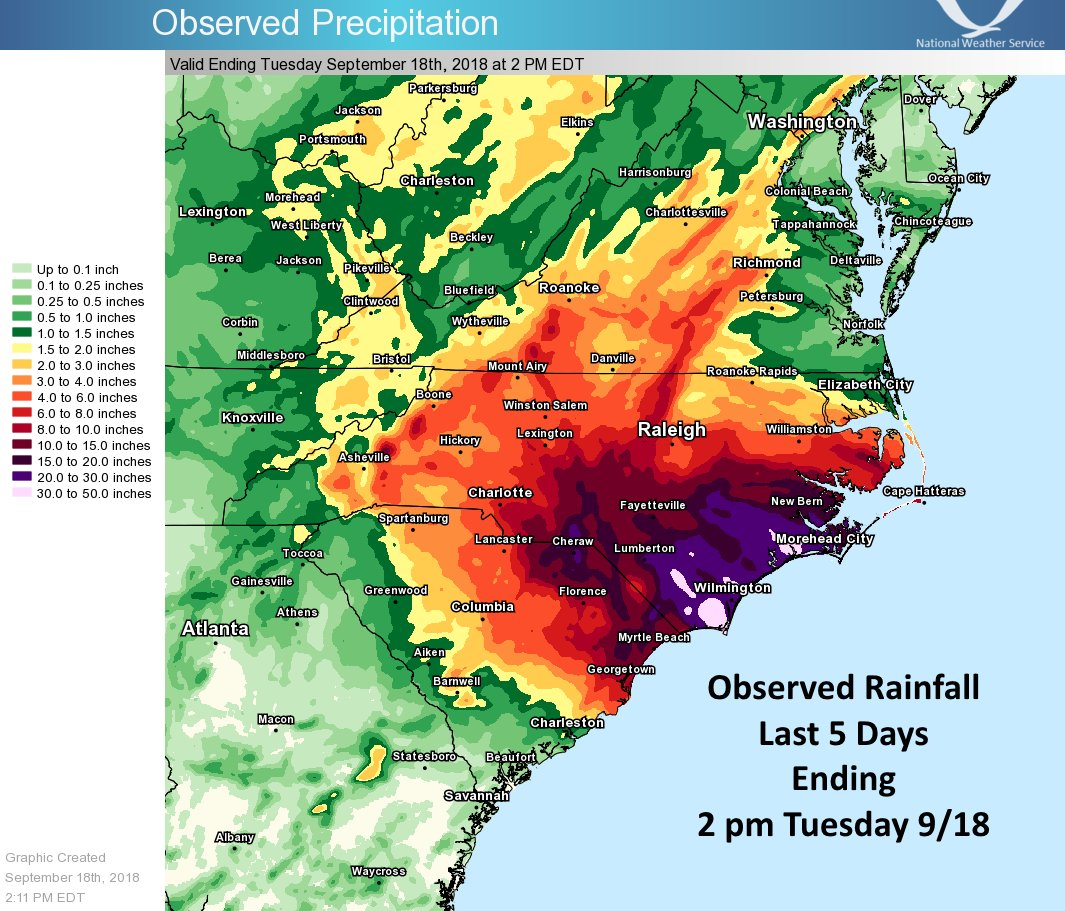
Accumulations de pluie en 5 jours avec Florence (pouces = 2.54 cm) avec un pic en Caroline du Nord de plus de 860 mm.

Florence a touché terre en Caroline du Nord tôt le 14 septembre et, en milieu de matinée, les sauveteurs avaient déjà évacué plus de 200 personnes des inondations avec 150 autres en attente. La tempête a provoqué des coupures touchant plus de 500 000 clients en Caroline du Nord et en Caroline du Sud. Le toit d'un hôtel de Jacksonville, en Caroline du Nord, s'est effondré dès le matin.
La ville de Wilmington fut complètement coupée par les inondations et les autorités demandèrent une aide supplémentaire à la police et à la garde nationale. Elle avait reçu au matin du 16 septembre plus de pluie qu'avec aucun autre événement météorologique de ses annales et plus de 450 personnes ont dû y être secourues. Il y a eu un rapport de pillage d'un magasin à prix unique de la ville au plus fort de la tempête et le couvre-feu fut prolongé pour empêcher une répétition de tels incidents.
Après seulement deux jours, une station météorologique à Swansboro, Caroline du nord, a rapporté une accumulation de 861 mm et à une autre à Marion, Caroline du Sud mesurait 461 mm ce qui établissait un nouveau record avec un système tropical dans les deux États,.
La cote du fleuve Cape Fear atteignait 18,7 m, soit 11 mètres au-dessus du niveau d'inondation, près de Fayetteville tôt le 19 septembre. De vastes zones dans les comtés de Cumberland et de Harnett furent inondées par son tributaire la Little River. L'eau submergeant les ponts sur le fleuve empêcha de rejoindre les communautés isolées et entrava les efforts de secours.
Au 17 septembre, plus de 480 000 foyers étaient toujours sans électricité selon le département de la sécurité publique de Caroline du Nord. Sur la côte, Wilmington restait isolée du reste du pays, toutes les routes menant à la ville de 117 000 habitants étant coupées. À travers l'État, plus de 1 500 routes principales et secondaires étaient sous les eaux, incluant d'importantes sections des autoroutes 40 et 95,. Les autorités avaient appelé la population à éviter les déplacements en raison des risques de crues soudaines qui pouvaient piéger les automobilistes. Le président Donald Trump a signé la veille une déclaration de catastrophe naturelle pour la Caroline du Sud, permettant le déblocage d’une aide fédérale supplémentaire pour les zones affectées par Florence.

##### Pertes financières

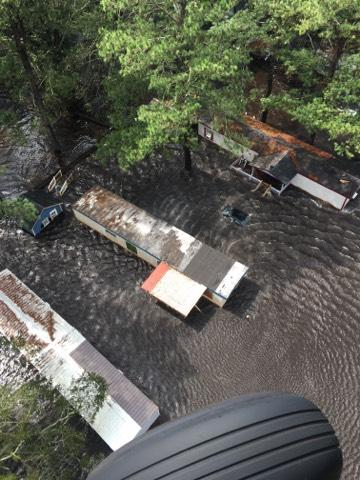
Inondation en Caroline du Nord.

Selon un communiqué de Moody's Analytics publié le 17 septembre, une première estimation des dégâts matériels causés par l’ouragan Florence était évaluée entre 17 et 22 milliards de dollars US mais pouvait être revue à hausse. Les économistes ont cependant constaté un impact minimal sur la croissance du produit intérieur brut, l'estimant de 0,2 point de pourcentage par rapport au PIB du troisième trimestre. Le rapport mentionne que les dégâts auraient été plus graves si l'ouragan s'était rapproché des ports névralgiques de Charleston (Caroline du Sud) ou de Norfolk (Virginie).
Les inondations généralisées en Caroline du Nord ont causé des dommages importants à l'agriculture et au bétail. Au 18 septembre, le département de l'agriculture de l'État a rapporté que 3,4 millions de volailles ainsi que 5 500 porcs avaient péri à cause des inondations et que de nombreuses fermes étaient encore isolées empêchant le ravitaillement en nourriture aux animaux.
Le 21 septembre, Moody's rehaussa son estimation pour être entre 38 et 50 milliards de dollars, ce qui classerait Florence au septième rang des ouragans les plus coûteux à frapper les États-Unis. Au 7 octobre, les dommages étaient estimés à plus de 45 milliards $US.

##### Environnement
Les excréments entreposés sur les fermes touchées par les inondations se sont écoulés en plusieurs endroits dans les eaux de surface, polluants les cours d'eau.
Une usine de filtration perdit le courant le long du fleuve Cape Fear et au 16 septembre, environ 19 millions de litres d'eaux usées partiellement traitées avaient été relâchés dans le fleuve.
Près de l'ex-centrale thermique au charbon de Sutton, près de Wilmington, 1,530 m3 de cendres furent emportés par les inondations et les pluies envahirent le puits de refroidissement.

##### Décès
| États            | Décès directs | Décès indirects |
| ---------------- | ------------- | --------------- |
| Floride          | 2             | 0               |
| Caroline du Nord | 15            | 25              |
| Caroline du Sud  | 4             | 5               |
| Virginie         | 3             | 0               |
| Total            | 24            | 30              |

En Caroline du Nord dès le 14 septembre, à Wilmington une mère et son bébé furent tués par la chute d'un arbre sur leur maison et à Hampstead, une autre femme est décédée d'une crise cardiaque quand les ambulanciers n'ont pu l'atteindre alors que les routes étaient impraticables. Dans le comté de Lenoir, un homme s'est électrocuté en essayant de brancher un générateur électrique et un autre est décédé en étant soufflé par le vent. Deux autres personnes sont mortes à Harkers Island. Dans le comté de Wayne, un homme de 81 ans est mort en tombant lorsqu'il se préparait à évacuer.
En Caroline du Sud, une femme de 61 ans fut tuée le 14 septembre lorsque le véhicule qu'elle conduisait heurta un arbre dans la tempête et le 16 septembre, deux autres décès ont été signalés par intoxication au monoxyde de carbone causé par l'utilisation d'un générateur électrique à l'intérieur de leur maison. Un autre homme est décédé le 16 lorsque son pick-up est tombé dans un fossé de drainage.
Le bilan officiel fut rehaussé graduellement et le 1er octobre, il était de 39 décès en Caroline du Nord et 9 en Caroline du Sud, dont certains des nouveaux cas dus à des noyades lorsque des véhicules sont entrés dans des zones inondées et d'autres lors d'événements indirectement reliés aux conséquences de la tempête. 
En Virginie, une personne fut tuée dans une tornade le 17 septembre dans le comté de Chesterfield,. Une autre personne est morte quand son véhicule fut emporté par les eaux en crue à Louisa.

## Retrait
Le 20 mars 2019, lors de la 41e session du comité des ouragans de l'Organisation météorologique mondiale, le nom Florence fut retiré de ses listes futures de noms en raison des graves dommages et pertes en vies humaines qu'il a causés, notamment dans les Carolines. Son nom ne sera plus jamais utilisé pour un autre ouragan de l’Atlantique et sera remplacé par Francine sur la liste de la saison 2024.